# Armoraro

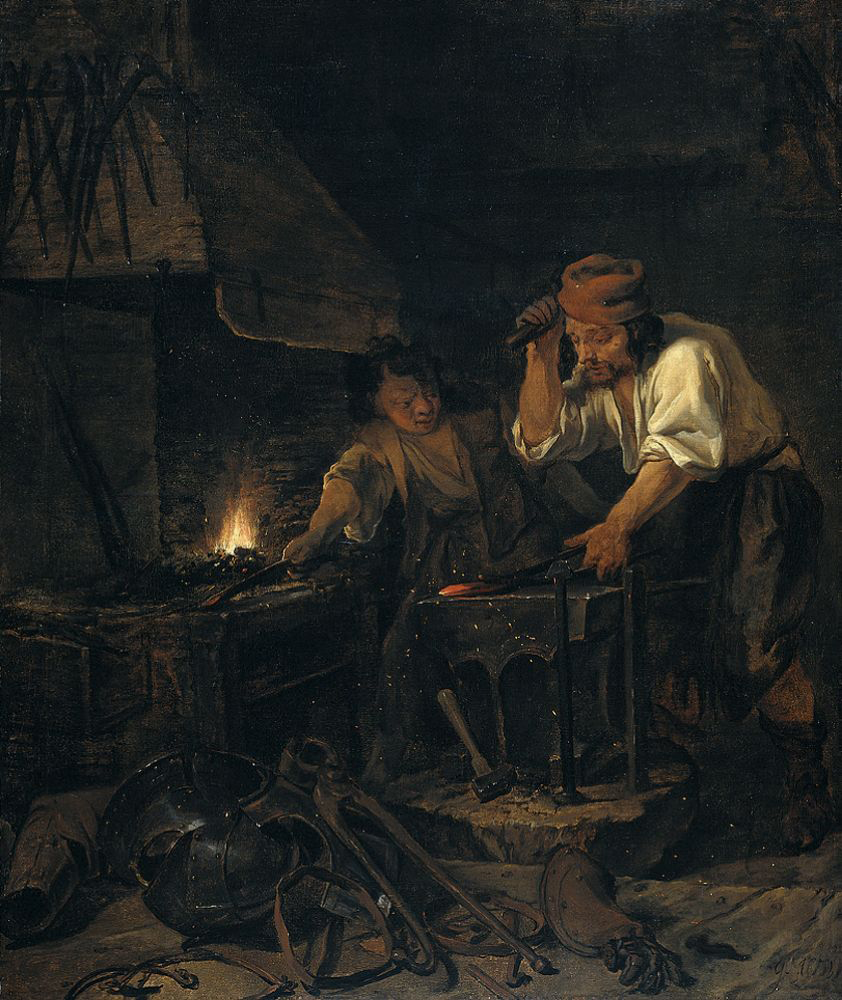
L’Armoraro di Gabriël Metsu (ca. 1650-1660; Amsterdam, Rijksmuseum).

L'armoraro, anche armiere o corazzaio, è colui che fabbrica le armature e, più in generale, le armi bianche destinate alla difesa attiva (fondamentalmente, scudo) o passiva (esempio, elmo) del combattente. Da non confondersi con armaiolo, ossia colui che generalmente fabbrica le armi d'offesa, in particolare le armi da fuoco. Col passare del tempo (e con la caduta in uso della costruzione di armature) il termine armoraro è caduto in disuso, tanto da essere stato associato ed usato come sinonimo di armaiolo.
Uno dei maggiori armorari di tutti i tempi è da considerarsi Pompeo della Cesa, che operò a Milano dalla seconda metà del Cinquecento.
Il santo patrono degli amorari, come quello degli armaioli, è San Giorgio.

## Storia

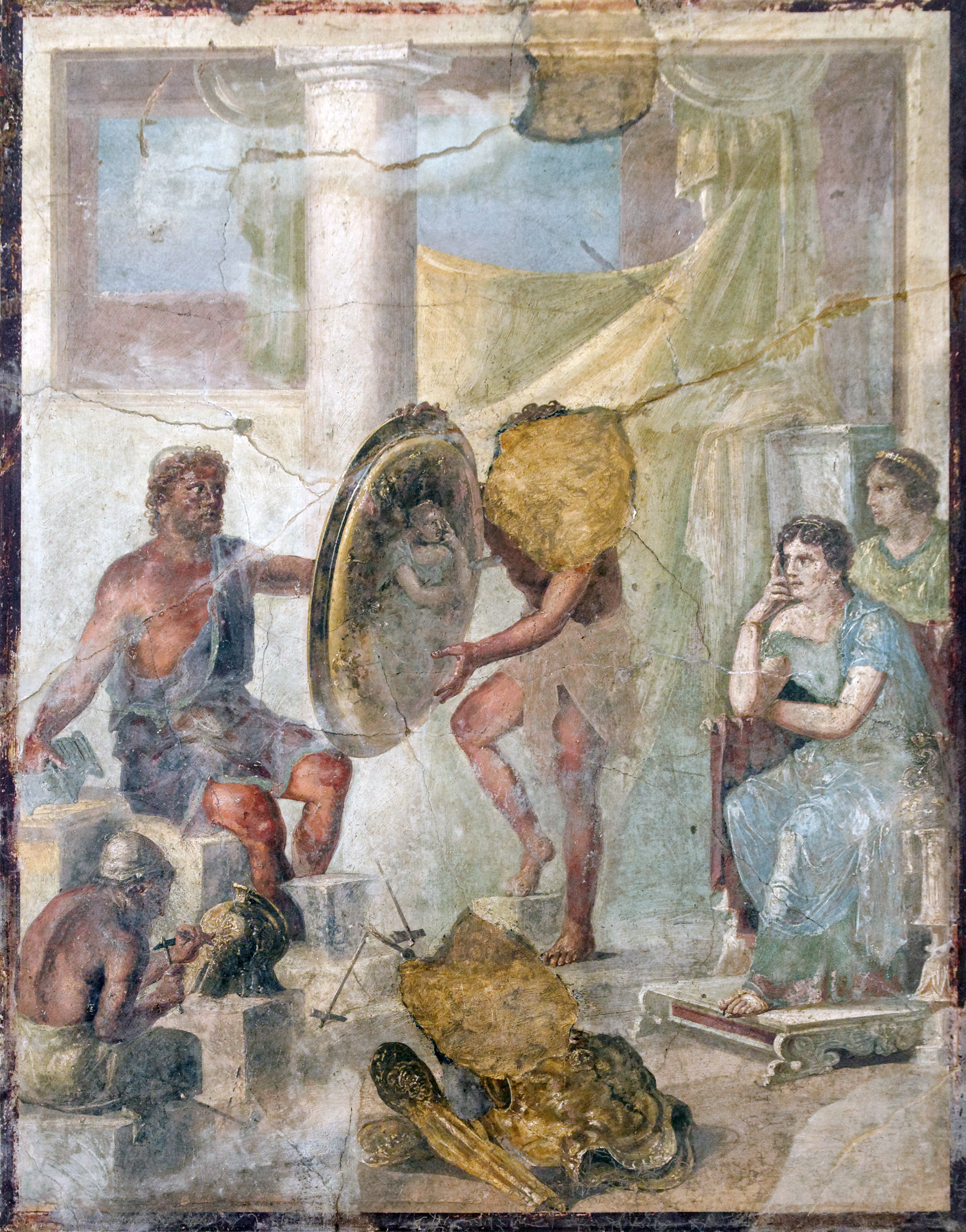
Teti attende le armi di Achille nella fucina di Efesto - Affresco romano della Casa del Triclinio a Pompei - Museo archeologico di Napoli.

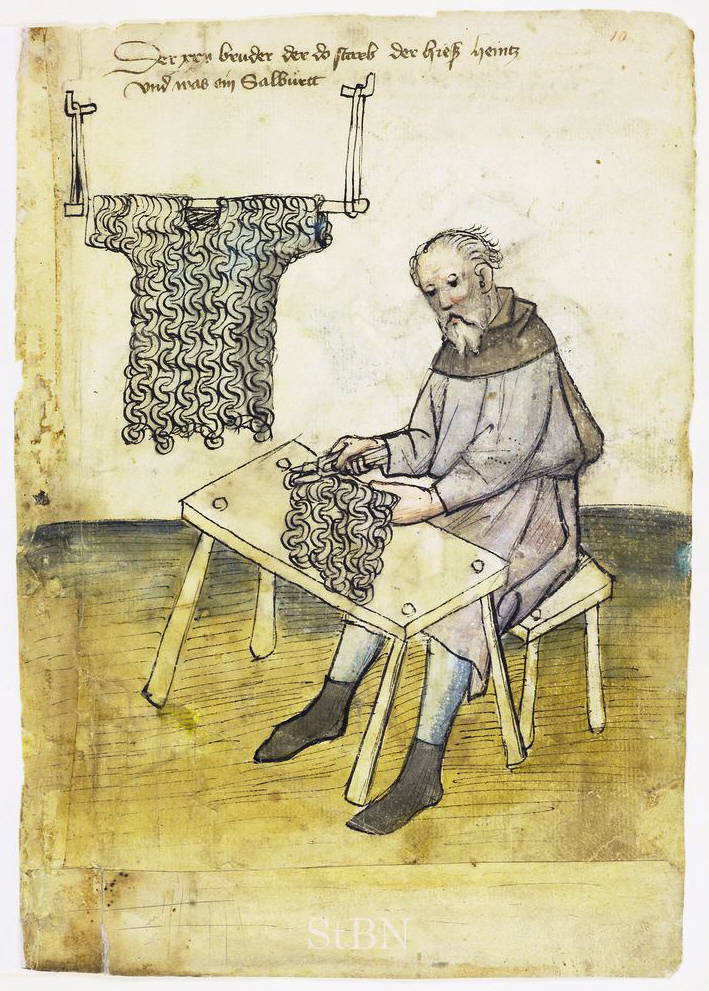
Maniscalco impegnato a realizzare una cotta di maglia - miniatura medievale, ca. 1425.

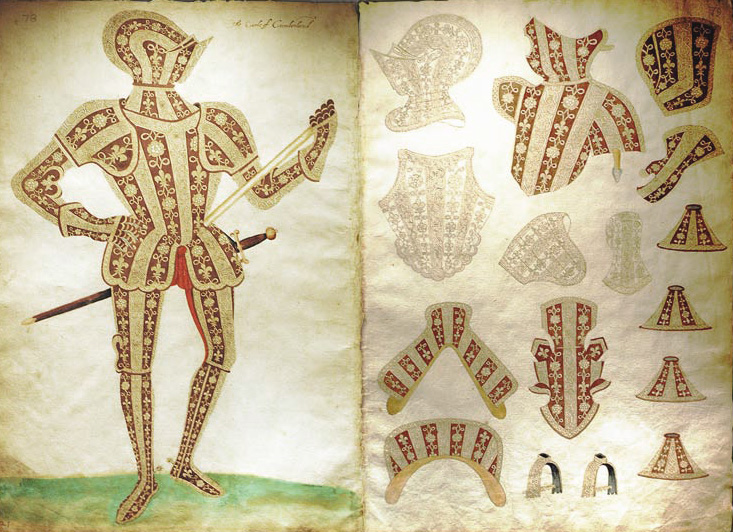
Album dell'armoraro "Jacob" per l'armatura di George Clifford, III Earl di Cumberland, ca. 1590.

### Antichità
La figura del fabbro, uomo capace di modellare a suo piacimento il metallo, ricoprì sempre un ruolo preminente nelle comunità umane primitive e nei loro sistemi mitologici.

Con la nascita degli eserciti organizzati ai tempi delle prime grandi civiltà (Antichi Egizi, Sumeri, ecc.) e la sempre più massiccia produzione di armi nei centri urbani, il fabbro generico scomparve, specializzandosi o come umile maniscalco o come armaiolo addetto alla produzione dei manufatti metallici più pregiati: le spade.
Fu nell'Antica Grecia, luogo d'origine della fanteria pesante vera e propria, che si distinse, a partire dal VII secolo a.C., una nuova tipologia di fabbro specializzato in armi: l'armoraro. Questo professionista era preposto non tanto alla realizzazione di spade e lance, quando del grande scudo in bronzo, l'oplon, rivoluzionario apporto ellenico all'arte della guerra, e della corazza pettorale (thórax). In un contesto bellico dominato dalla figura del guerriero pesantemente corazzato, uso a schierarsi in ranghi compatti con i suoi commilitoni equipaggiati nel medesimo modo (v. falange), la cura per le armi bianche destinate alla difesa equiparò e, forse, superò quella per le armi destinate all'offesa.

Già in epoca micenea i fabbricanti di corazze avevano dato prova di una grande capacità tecnica, basti considerare l'interessantissimo esemplare di armatura in lamina di bronzo ripiegata rinvenuto in una tomba di guerriero nel sito di Dendra, nell'Argolide, la "Panoplia di Dendra". Si trattava però di modelli prototipali, non ancora elevati a sistema, privi dell'opulenza decorativa che caratterizzerà invece scudi ed armature della Grecia Classica.
La mitologia greca attribuisce al dio-fabbro Efesto la paternità di numerosi manufatti, tra i quali spiccano edifici ed automi ma anche, inevitabilmente, delle armi. A ricorrere con più frequenza però non sono tanto armi offensive quanto difensive: famosissimo lo scudo di Achille, minuziosamente descritto da Omero, parte di un'intera panoplia realizzata dal dio per l'eroe; ugualmente noti la panoplia di Memnone e lo scudo di Zeus, l'Egida (Αιγίδα).

I reperti archeologici hanno ampiamente confermato agli studiosi la maestria degli armorari greci nella lavorazione delle superfici metalliche destinate a proteggere il corpo dei guerrieri elleni. Gli esemplari museali di elmi (κράνος, krános), scudi e corazze oggi a disposizione della comunità scientifica testimoniano la grande capacità artistica, oltre che metallurgica, degli artigiani dorici: sulle piastre di bronzo e ferro dei reperti occhieggiano figure umane, animali e creature mitologiche contornate di intricate composizioni fitoformi. Una simile qualità era forzatamente opera di professionisti di prim'ordine, ormai capaci di fornire ai loro committenti sia prodotti destinati ad un mero uso pratico che esemplari "cerimoniali" veri e propri: pensiamo all'elmo calcidico con cresta d'argento e cimiero in foggia di testa d'ariete al City Art Museum di Saint Louis (Missouri).
Dalla Grecia, la passione per corazze anatomicamente sagomate (v. Lorica musculata) ed elmi dal sontuoso apparato decorativo passarono all'Antica Roma. L'esercito romano, tradizionalmente legato alla figura del legionario vestito con una cotta di maglia di ferro di derivazione celtica, ricorse invece sempre a manufatti d'ispirazione ellenica per vestire i propri alti ufficiali, le cui statue riproposero poi ai posteri le sontuose armature da parata decorate a sbalzo e cesello (es. Augusto loricato dei Musei Vaticani). Il legionario stesso, che all'apogeo dell'Impero romano (I secolo-II secolo) vestiva una complessa armatura in lamine articolate di metallo (v. Lorica segmentata), beneficiava della maestria metallurgica degli armorari sotto forma di elmi dalla foggia complessa e dall'evidente robustezza (v. Elmo imperiale gallico).
Il costruttore di armature era dunque già nell'antichità un professionista altamente specializzato i cui servigi erano resi costosi sia dalla qualità del suo lavoro che dalla grande quantità di materie prime utilizzate.

### Medioevo
Con la caduta dell'Impero romano d'Occidente e la conseguente dissoluzione del sistema economico romano, la produzione di manufatti pregiati quali erano le splendide armature da parata imperiali venne progressivamente meno. Ancora nel corso del VI secolo, corazze romane di pregio, come del resto altri manufatti artistici, erano certamente prodotte nelle terre del vecchio impero per i capi barbari subentrati ai romani nel controllo del territorio. I dati relativi all'Età Carolingia ci confermano poi che la brunja ("armatura") del guerriero imperiale franco era un manufatto di pregio dal costo notevole.
Fu il diffondersi della cotta di maglia, capillare a partire dal X secolo, a segnare una drastica battuta d'arresto nell'attività artistica degli armorari medievali.
A partire dal XIV secolo, con il sistematico ed inesorabile imporsi dell'armatura a piastre a discapito della semplice cotta di maglia, l'arte del "fabbricare armature" torna a fiorire in Europa. Nel corso del Trecento, quando i conflitti tra le varie entità statali (monarchie nazionali o signorie territoriali che fossero) aprirono la strada per le guerre rinascimentali, grandi centri di produzione di armature sempre più sofisticate sbocciarono nelle terre gravitanti intorno al Sacro Romano Impero Germanico: primeggiano i centri italiani di Milano e Venezia, seguiti dai centri tedeschi di Norimberga, Dresda, Augusta ed Innsbruck e dalla fiamminga Anversa. Famosi per i procedimenti di lavorazione i centri di Brescia e Toledo, due città ben note anche per la produzione, di spade prima ed armi da fuoco poi, di eccellente qualità. In ogni città, foss'essa famosa per le sue botteghe di armorari, la produzione di corazze, elmi, bracciali e quant'altro veniva regolamentata da precise normative municipali ed affidata a maestri artigiani patentati, organizzati in apposite corporazioni (es. Arte dei Corazzai e Spadai, una delle "Arti Minori" nelle corporazioni di arti e mestieri di Firenze).
Nel corso del XV secolo, nel generale contesto di un'Europa soffocata da un continuo aprirsi e chiudersi di focolai di conflitto più o meno estesi (es. Guerra dei Cento Anni, Guerra delle due rose, ecc.)

## Elenco di famosi armorari
| Nome                   | Anni                     | Località   | Importanti commissioni |
| ---------------------- | ------------------------ | ---------- | --- |
| Caremolo Modrone       | 1521-1543                | Mantova    | Armoraro di Casa Gonzaga e di molti nobili europei (es. Carlo V) |
| Antonio Piccinino      | 1509-1589                | Milano     | Armoraro con i figli Federico e Lucio che confezionò l'armatura di Gonzalo Fernández de Córdoba conservata al Metropolitan Museum di New York e dell'infante Filippo III di Spagna |
| Pompeo della Cesa      | 1537-1610                | Milano     | Armoraro di svariati principi italiani (es. Carlo Emanuele I di Savoia) |
| Lorenz Helmschmied     | seconda metà del XV sec. | Norimberga | Armoraro degli Asburgo d'Austria, famoso produttore di armature gotiche |
| Filippo Negroli        | ca. 1525-1579            | Milano     | Armoraro di svariati principi europei (es. Carlo V d'Asburgo) |
| Giovanni Paolo Negroli | 1525-1565                | Milano     | |
| Kunz Lochner           | ca. 1550                 | Norimberga | Armoraro di Sigismondo II di Polonia |
| Konrad Seusenhofer     | prima metà del XVI sec.  | Innsbruck  | Amoraro di Massimiliano d'Asburgo, probabile inventore dell'Armatura massimilianea                                                                                                 |